# Aeroportul Wanigela
Aeroportul Wanigela (IATA: AGL, ICAO: AYWG) este un aeroport din Wanigela, Oro Province⁠(d), Papua Noua Guinee.
aeroportul dispune de o singură pistă.